# Tianquanboomkruiper
De Tianquanboomkruiper (Certhia tianquanensis) is een zangvogel uit de familie van echte boomkruipers (Certhiidae). 

## Verspreiding en leefgebied
Deze soort is endemisch in zuidelijk Midden-China.